# Eustachio Palma
Eustachio Palma (Urbino, 9 novembre 1676 – Fossombrone, 2 settembre 1754) è stato un vescovo cattolico italiano.

## Biografia
Nacque ad Urbino il 9 novembre 1676, discendente della nobile famiglia urbinate dei Palma.
Fu ordinato sacerdote il 24 settembre 1712.
Il 5 maggio 1718 papa Clemente XI lo nominò vescovo di Fossombrone, ricevendo la consacrazione episcopale dal cardinale Sebastiano Antonio Tanara, co-consacranti l'arcivescovo titolare di Nazianzo Alessandro Bonaventura e l'arcivescovo titolare di Amasea Giovanni Cristoforo Battelli. Era parente del suo predecessore sulla cattedra di Fossombrone, Carlo Palma.
Ammalatosi nel 1750, fu curato secondo le prescrizioni del medico Giuseppe Azzoguidi. Morì il 2 settembre 1754 all'età di 77 anni.

## Genealogia episcopale
La genealogia episcopale è:
- Cardinale Juan Pardo de Tavera
- Cardinale Antoine Perrenot de Granvelle
- Vescovo Frans van de Velde
- Arcivescovo Louis de Berlaymont
- Vescovo Maximilien Morillon
- Vescovo Pierre Simons
- Arcivescovo Matthias Hovius
- Arcivescovo Jacobus Boonen
- Arcivescovo Gaspard van den Bosch
- Vescovo Marius Ambrosius Capello, O.P.
- Arcivescovo Alphonse de Berghes
- Cardinale Sebastiano Antonio Tanara
- Vescovo Eustachio Palma